# ابوبکر بن مظهر
ابوبکر بن مظهر (یا ابوبکر مطهر) بن محمد مانجی معروف به جمالی دانشمند ایرانی اواخر سدهٔ دوازدهم میلادی است. وی نویسنده کتابی است به نام فرخ‌نامه جمالی که آن را در سال ۵۸۰ ق/۱۱۸۴ م نوشته است.
ابوبکر مطهر مانجی معروف به جمالی یزدی، کتاب فرخ‌نامهٔ را برای تکمیل نزهت‌نامه علایی اثر شهمردان رازی نوشته‌ است. دو نگارش نزهت‌نامه و فرخ‌نامه را می‌توان با هم مورد بررسی قرارداد، هم‌چنان‌که آن دو مکمل یکدیگرند. هر دو کتاب دانشنامه‌هایی هستند که در سده یازدهم و دوازدهم میلادی در ایران نوشته شده‌اند.
مقبره شیخ مربوط به دوره تیموری در روستای تاریخی منج یا مانج بوانات فارس به او نسبت داده می‌شود و او را مطهر مانجی می خوانند که برای جمع آوری گیاهان دارویی از کوه‌های بوانات استفاده می کردند.